# Baxter, Vera Baxter
Baxter, Vera Baxter è un film del 1977 diretto da Marguerite Duras.